# Solo Collection
Solo Collection är ett samlingsalbum av Glenn Frey, utgivet 1995 med låtar från Freys solokarriär från 1982 till 1995.
De tre första låtarna i nyinspelade. Den fjärde kommer från TV-serien South of Sunset från 1993 där Frey spelade huvudrollen. Serien floppade dock och endast ett avsnitt sändes. "You Belong to the City" kommer från soundtracket till TV-serien Miami Vice. Resten av materialet finns på Freys tidigare soloalbum.

## Låtlista
1. "This Way to Happiness" (Glenn Frey/Jack Tempchin/Jay Oliver) - 3:26
2. "Who's Been Sleeping in My Bed?" (Bobby Whitlock/Jack Tempchin) - 4:05
3. "Common Ground" (Glenn Frey/Jack Tempchin) - 4:43
4. "Call on Me" (Glenn Frey/Jack Tempchin) - 4:10
5. "The One You Love" (Glenn Frey/Jack Tempchin) - 4:33
6. "Sexy Girl" (Glenn Frey/Jack Tempchin) - 3:30
7. "Smuggler's Blues" (Glenn Frey/Jack Tempchin) - 3:50
8. "The Heat Is On" (Keith Forsey/Harold Faltermeyer) - 3:46
9. "You Belong to the City" (Glenn Frey/Jack Tempchin) - 5:52
10. "True Love" (Glenn Frey/Jack Tempchin) - 4:40
11. "Soul Searchin'" (Glenn Frey/Jack Tempchin/Duncan Cameron) - 5:35
12. "Part of Me, Part of You" (Glenn Frey/Jack Tempchin) - 5:57
13. "I've Got Mine" (Glenn Frey/Jack Tempchin) - 5:35
14. "River of Dreams" (Glenn Frey/Jack Tempchin) - 6:08
15. "Rising Sun" (Glenn Frey/Jay Oliver) - 0:38
16. "Brave New World" (Glenn Frey/Jack Tempchin) - 6:22